# 三甲基硅基
三甲基硅基团（简写：TMS），是有机化学中的一种官能团。该基团由三个甲基连接于一个硅原子组成，即：[−Si(CH3)3]，硅原子可连于分子中的其他基团。这个基团的特点是具有一定的化学惰性且具有较大的分子体积，这些特性使得其在化学中具有广泛的应用。
一个三甲基硅基再连接一个甲基上可形成四甲基硅烷，同样简写为TMS。
带有三甲基硅基的化合物在自然界并不常见，化学家常使用一种三甲基硅化试剂进行一些非挥发化合物的衍生化，如一些醇、苯酚或羧酸类化合物。这类衍生化反应利用三甲基硅基取代化合物中羟基上的氢原子，以这种方式可在分子上引入三甲基硅氧基团[−O-Si(CH3)3]，反应中的常用试剂如：三甲基氯硅烷和二(三甲基硅基)酰胺。三甲基硅基团在分子上的引入，通常使分子具有更易挥发的倾向，从而分子更易被气相色谱法或质谱所检测。如菜籽固醇相关文献中就提及了其三甲基硅衍生化的反应。
三甲基硅基连接于反应物分子中的特定官能团，通常可在化学合成或一些化学反应中充当暂时的保护基。
在色谱法中，于键合固定相上使用三甲基硅基通过硅醇进行衍生化，被称为封端。
在核磁共振波谱法中，化合物中的三甲基硅基团的原子信号出现的位置常与四甲基硅烷的出峰信号相近（0ppm附近）。其他的一些化合物，如高温硅胶活塞用潤滑脂，其含有的聚矽氧樹脂在NMR波谱中的化学位移可显示出：与硅原子相连的甲基信号在四甲基硅烷的标准峰信号附近，如在CDCl3溶剂中出峰位置为0.07ppm。
在化学合成中，一些活泼分子可以通过进行大位阻的三甲基硅基的衍生化而稳定，从而被分离纯化，如在正四面体烷衍生物的合成中的应用。

## 超级硅基团
一种与三甲基硅基相关的一类基团称为：超级硅基团，分为两类：一种是硅基连接于三个三甲基硅基上形成的三(三甲基硅基)硅基（简写为TTMSS或TMS3Si）；另一类是硅基连接了三个叔丁基基团。TTMSS基团最早由Hans Bock于1993年提出，具有高达7个埃格斯特朗立方的范德华体积，其体积超越了相应的三异丙基硅基（TIPS）保护基（约2埃）。该基团的另一个应用是作为暂时的取代基以促进不对称诱导，如非对映选择性的一锅法合成中使用连续两次Mukaiyama羟醛反应：